# Таймінги (оперативна пам'ять)
Латентність (англ. CAS Latency, CL; жарг. Таймінг) — час затримки сигналу під час роботи динамічної оперативної пам'яті зі сторінковою організацією, зокрема, SDRAM. Ці часові затримки також називають таймінгами і для стислості записують у вигляді трьох чи чотирьох чисел, по порядку: CAS Latency, RAS to CAS Delay і RAS Precharge Time.
Від них значною мірою залежить пропускна здатність між процесором та пам'яттю і затримка читання даних із пам'яті та, як наслідок, швидкодія системи.

## Вимірювання таймінгів
Таймінги вимірюються у кількості тактів шини пам'яті. Таким чином, кожна цифра в формулі 2-2-2 може призвести до затримок сигналу для обробки, яка вимірюється в тактах шини пам'яті. Якщо вказується тільки одна цифра (наприклад, CL2), то мається на увазі тільки перший параметр, тобто CAS Latency.
Іноді формула таймінгів для пам'яті може складатися з чотирьох цифр, наприклад 2-2-2-6. Останній параметр називається «DRAM Cycle Time Tras / Trc» і характеризує швидкодію всієї мікросхеми пам'яті. Він визначає відношення інтервалу, протягом якого рядок відкритий для перенесення даних (tRAS — RAS Active time), до періоду, протягом якого завершується повний цикл відкриття і поновлення ряду (tRC — Row Cycle time), який також називають циклом банку (Bank Cycle Time).
Виробники зазвичай постачають свої чипи, на основі яких побудована планка пам'яті, інформацією про рекомендовані значення таймінгів, для найбільш поширених частот системної шини. На планці пам'яті інформація зберігається в чипі SPD і доступна чипсету. Переглянути цю інформацію можна програмним чином, наприклад, програмою CPU-Z.

### Вплив затримок на продуктивність
З точки зору користувача, інформація про таймінги дозволяє приблизно оцінити продуктивність оперативної пам'яті, до її покупки. Таймінгам пам'яті покоління DDR (DDR, DDR2, DDR3) надавалося велике значення, оскільки кеш процесора був відносно малий і програми часто зверталися до пам'яті. Таймінгам пам'яті покоління DDR3 приділяється менше уваги, оскільки сучасні процесори (наприклад AMD Bulldozer, Trinity і Intel Core i5, i7) мають порівняно великі L2-кеші і забезпечені величезним L3-кешем, що дозволяє цим процесорам набагато рідше звертатися до пам'яті, а в деяких випадках програма і її дані цілком поміщаються в кеші процесора (див. ієрархія пам'яті).

## Таймінги
| Ім'я параметра | Позначення | Визначення |
| --- | ---------- | --- |
| CAS-латентність | CL         | Затримка між відправкою в пам'ять адреси стовпця і початком передачі даних. Час, необхідний на читання першого біта з пам'яті, коли потрібний рядок вже відкритий.                                   |
| Row Address to Column Address Delay | TRCD       | Число тактів між відкриттям рядка і доступом до стовпців у ньому. Час, необхідний для читання першого біта з пам'яті без активного рядка — TRCD + CL.                                                |
| Row Precharge Time | TRP        | Число тактів між командою на попередній заряд банку (закриття рядка) і відкриттям наступного рядка. Час, необхідний для читання першого біта з пам'яті, коли активний інший рядок — TRP + TRCD + CL. |
| Row Active Time | TRAS       | Число тактів між командою на відкриття банку і командою на попередній заряд. Час на оновлення рядка. Накладається на TRCD. Зазвичай дорівнює сумі трьох попередніх чисел.                            |
| Примітки: - RAS: Row Address Strobe - CAS: Column Address Strobe - TWR : Write Recovery Time, час між останньою командою на запис та предзарядом. Зазвичай TRAS = TRCD + TWR. - TRC : Row Cycle Time. TRC = TRAS + TRP. |            | |

### CAS-латентність
CAS-латентність (від англ. column address strobe latency, CAS latency, CL, CAS-затримка) — це період очікування між запитом процесора на отримання вмісту комірки пам'яті та часу, за який оперативна пам'ять зробить доступною для читання перший осередок запитаної адреси.
Модулі пам'яті SDR SDRAM можуть мати затримку CAS, що дорівнює 1, 2 або 3 циклам. Модулі DDR SDRAM можуть мати затримку CAS, що дорівнює 2 або 2.5.
На модулях пам'яті позначається як CAS або CL. Примітка CAS2, CAS-2, CAS=2, CL2, CL-2 або CL=2 позначає величину затримки, що дорівнює 2.

### Приблизні дані CAS-латентності пам'яті

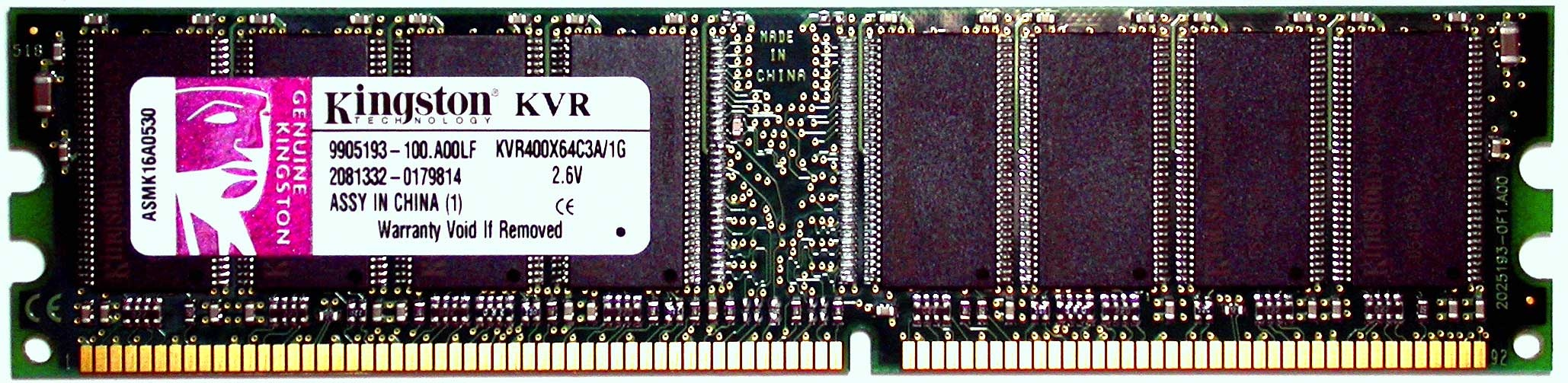
Модуль пам'яті DDR зі 184 контактами

| Покоління  | Тип       | Швидкість передачі даних (мегатранзакцій за секунду) | Час передачі біта | Швидкість видачі команд | Тривалість циклу | CL  | 1 слово  | 4 слово   | 8 слово   |
| ---------- | --------- | ---------------------------------------------------- | ----------------- | ----------------------- | ---------------- | --- | -------- | --------- | --------- |
| SDRAM      | PC100     | 100 MT/s                                             | 10 ns             | 100 MHz                 | 10 ns            | 2   | 20 ns    | 50 ns     | 90 ns     |
| SDRAM      | PC133     | 133 MT/s                                             | 7.5 ns            | 133 MHz                 | 7.5 ns           | 3   | 22.5 ns  | 45 ns     | 75 ns     |
| DDR SDRAM  | DDR-333   | 333 MT/s                                             | 3 ns              | 166 MHz                 | 6 ns             | 2.5 | 15 ns    | 24 ns     | 36 ns     |
| DDR SDRAM  | DDR-400   | 400 MT/s                                             | 2.5 ns            | 200 MHz                 | 5 ns             | 3   | 15 ns    | 22.5 ns   | 32.5 ns   |
| DDR SDRAM  | DDR-400   | 400 MT/s                                             | 2.5 ns            | 200 MHz                 | 5 ns             | 2.5 | 12.5 ns  | 20 ns     | 30 ns     |
| DDR SDRAM  | DDR-400   | 400 MT/s                                             | 2.5 ns            | 200 MHz                 | 5 ns             | 2   | 10 ns    | 17.5 ns   | 27.5 ns   |
| DDR2 SDRAM | DDR2-667  | 667 MT/s                                             | 1.5 ns            | 333 MHz                 | 3 ns             | 5   | 15 ns    | 19.5 ns   | 25.5 ns   |
| DDR2 SDRAM | DDR2-667  | 667 MT/s                                             | 1.5 ns            | 333 MHz                 | 3 ns             | 4   | 12 ns    | 16.5 ns   | 22.5 ns   |
| DDR2 SDRAM | DDR2-800  | 800 MT/s                                             | 1.25 ns           | 400 MHz                 | 2.5 ns           | 6   | 15 ns    | 18.75 ns  | 23.75 ns  |
| DDR2 SDRAM | DDR2-800  | 800 MT/s                                             | 1.25 ns           | 400 MHz                 | 2.5 ns           | 5   | 12.5 ns  | 16.25 ns  | 21.25 ns  |
| DDR2 SDRAM | DDR2-800  | 800 MT/s                                             | 1.25 ns           | 400 MHz                 | 2.5 ns           | 4.5 | 11.25 ns | 15 ns     | 20 ns     |
| DDR2 SDRAM | DDR2-800  | 800 MT/s                                             | 1.25 ns           | 400 MHz                 | 2.5 ns           | 4   | 10 ns    | 13.75 ns  | 18.75 ns  |
| DDR2 SDRAM | DDR2-1066 | 1066 MT/s                                            | 0.95 ns           | 533 MHz                 | 1.9 ns           | 7   | 13.13 ns | 15.94 ns  | 19.69 ns  |
| DDR2 SDRAM | DDR2-1066 | 1066 MT/s                                            | 0.95 ns           | 533 MHz                 | 1.9 ns           | 6   | 11.25 ns | 14.06 ns  | 17.81 ns  |
| DDR2 SDRAM | DDR2-1066 | 1066 MT/s                                            | 0.95 ns           | 533 MHz                 | 1.9 ns           | 5   | 9.38 ns  | 12.19 ns  | 15.94 ns  |
| DDR2 SDRAM | DDR2-1066 | 1066 MT/s                                            | 0.95 ns           | 533 MHz                 | 1.9 ns           | 4.5 | 8.44 ns  | 11.25 ns  | 15 ns     |
| DDR2 SDRAM | DDR2-1066 | 1066 MT/s                                            | 0.95 ns           | 533 MHz                 | 1.9 ns           | 4   | 7.5 ns   | 10.31 ns  | 14.06 ns  |
| DDR3 SDRAM | DDR3-1066 | 1066 MT/s                                            | 0.9375 ns         | 533 MHz                 | 1.875 ns         | 7   | 13.13 ns | 15.95 ns  | 19.7 ns   |
| DDR3 SDRAM | DDR3-1333 | 1333 MT/s                                            | 0.75 ns           | 666 MHz                 | 1.5 ns           | 9   | 13.5 ns  | 15.75 ns  | 18.75 ns  |
| DDR3 SDRAM | DDR3-1333 | 1333 MT/s                                            | 0.75 ns           | 666 MHz                 | 1.5 ns           | 6   | 9 ns     | 11.25 ns  | 14.25 ns  |
| DDR3 SDRAM | DDR3-1375 | 1375 MT/s                                            | 0.73 ns           | 687 MHz                 | 1.5 ns           | 5   | 7.27 ns  | 9.45 ns   | 12.36 ns  |
| DDR3 SDRAM | DDR3-1600 | 1600 MT/s                                            | 0.625 ns          | 800 MHz                 | 1.25 ns          | 9   | 11.25 ns | 13.125 ns | 15.625 ns |
| DDR3 SDRAM | DDR3-1600 | 1600 MT/s                                            | 0.625 ns          | 800 MHz                 | 1.25 ns          | 8   | 10 ns    | 11.875 ns | 14.375 ns |
| DDR3 SDRAM | DDR3-1600 | 1600 MT/s                                            | 0.625 ns          | 800 MHz                 | 1.25 ns          | 7   | 8.75 ns  | 10.625 ns | 13.125 ns |
| DDR3 SDRAM | DDR3-1600 | 1600 MT/s                                            | 0.625 ns          | 800 MHz                 | 1.25 ns          | 6   | 7.50 ns  | 9.375 ns  | 11.875 ns |
| DDR3 SDRAM | DDR3-2000 | 2000 MT/s                                            | 0.5 ns            | 1000 MHz                | 1 ns             | 10  | 10 ns    | 11.5 ns   | 13.5 ns   |
| DDR3 SDRAM | DDR3-2000 | 2000 MT/s                                            | 0.5 ns            | 1000 MHz                | 1 ns             | 9   | 9 ns     | 10.5 ns   | 12.5 ns   |
| DDR3 SDRAM | DDR3-2000 | 2000 MT/s                                            | 0.5 ns            | 1000 MHz                | 1 ns             | 8   | 8 ns     | 9.5 ns    | 11.5 ns   |
| DDR3 SDRAM | DDR3-2000 | 2000 MT/s                                            | 0.5 ns            | 1000 MHz                | 1 ns             | 7   | 7 ns     | 8.5 ns    | 10.5 ns   |

## Робота в BIOS
У системах Intel таймінги та управління пам'яттю обробляються кодом пам'яті MRC (Memory Reference Code), що є частиною BIOS`а.